# Hugo II. Burgundský
Hugo II. Burgundský (1084 – 6. února 1143) byl v letech 1103 až 1143 burgundský vévoda.
Narodil se jako syn Oda I. Burgundského. Roku 1103 zdědil otcova panství a roku 1108 složil lenní hold francouzskému králi Ludvíkovi VI. Na jeho straně také bojoval proti anglickému králi JIndřichovi I. a svou věrnost zachoval i v letech následujících, kdy vysílal vojenské kontigenty na podporu francouzského krále. Zemřel roku 1143 a byl pohřben v rodovém pohřebišti v klášterním kostele v Citeaux.

## Manželství a potomci
Okolo roku 1115 se oženil s Felicií-Matyldou z Mayenne, dcerou Gauthiera z Mayenne. Měli spolu několik potomků:
- Aigeline Burgundská (nar. 1116), manželka Huga I. z Vaudemontu
- Klemencie Burgundská (nar. 1117), manželka Geoffreyho III. z Donzy
- Odo II. Burgundský (1118–1162)
- Gauthier Burgundský, arcibiskup z Besançonu (1120–1180)
- Hugo le Roux (1121–1171)
- Robert Burgundský, biskup z Autunu (1122–1140)
- Jindřich Burgundský, biskup z Autunu (1124–1170)
- Raymond z Grignonu (1125–1156)
- Sibyla Burgundská (1126–1150), manželka Rogera II. Sicilského
- Dulce Burgundská (nar. 1128), manželka Raymonda de Grancy
- Matylda Burgundská (1130–1159), manželka Viléma VII. z Montpellieru
- Aremburga Burgundská (nar. 1132), jeptiška